# Ciocârlia
Ciocârlia es una comuna ubicada en el distrito de Ialomița, Rumania.

## Superficie
Cuenta con una superficie de 15,78 kilómetros cuadrados.

## Demografía
Hasta 2021 la población era de 761 habitantes, con una densidad de población de 48,23 habitantes por kilómetro cuadrado.